# هربرت ویلکاکس
هربرت ویلکاکس (انگلیسی: Herbert Sydney Wilcox) یک تهیه‌کننده و کارگردان فیلم اهل بریتانیا بود.

## فیلمشناسی
- بانویی با چراغ
- دانوب آبی
- سانی
- سحرگاه
- قناری زرد
- کارناوال
- لندن
- مادام پمپادور
- ملودی لندن
- نل گوئین
- نل گوئین